# Ruonajärvi (sjö i Satakunta, Finland)
Ruonajärvi är en sjö i Finland. Den ligger i kommunen Sastmola i landskapet Satakunta, i den sydvästra delen av landet, 260 km nordväst om huvudstaden Helsingfors. Ruonajärvi ligger 50 meter över havet. I omgivningarna runt Ruonajärvi växer i huvudsak blandskog. Arean är 9,6 hektar och strandlinjen är 1,44 kilometer lång. Sjön  ingår i Karvia å huvudavrinningsområde. 